# Jackowo-Karczemne
Jackowo-Karczemne (biał. Яцкава-Карчомныя; ros. Яцково-Корчёмные) – wieś na Białorusi, w obwodzie mińskim, w rejonie wołożyńskim, w sielsowiecie Wołożyn, na skraju Puszczy Nalibockiej.
W dwudziestoleciu międzywojennym leżało w Polsce, w województwie nowogródzkim, w powiecie wołożyńskim. 